# 殺意 (松本清張)
「殺意」（さつい）は、松本清張の短編小説。『小説新潮』1956年4月号に掲載、同年10月に短編集『顔』収録の1編として、講談社ロマン・ブックスより刊行された。
過去4度テレビドラマ化されている。

## あらすじ
営業部長・磯野孝治郎は、青酸カリを飲み、部長室の机の上にうつぶせになって死んでいた。自殺を推定する材料はない。狭心症の持病を持つ磯野は、製薬会社の見本薬を飲もうとしていた。見本薬の入手経路などから容疑者が浮上するが、その人物に動機が見当たらない上、そもそも石のように堅いその見本薬に、途中で青酸カリを混入する手段があるだろうか？

## エピソード
- 1964年に著者は「『殺意』は、はっきり推理小説にはいって書きはじめたもので、一種の倒叙ものである」「題材は今ではもう珍しくもなくなっている会社内の出世競争だが、それまでのいわゆる探偵小説にはこういうモチーフはあまり使われていなかった。殺人の動機を平凡な日常生活に求め、そこから犯罪を書いてみたいという気持は前からあったのである」と記している[1]。
- 日本近代文学研究者の吉野泰平は、1955年2月に坂口安吾が没した後、『小説新潮』誌上でミステリを期待する読者の声が高まり、大岡昇平が最初に登場するが不評に終わり、続いて清張が本作を発表し大きな反響を呼んだこと、本作が雑誌掲載時から「推理小説」と銘打たれた著者の最初の作品であることを指摘している[2]。

## 書誌情報
- 顔（1956年10月10日、大日本雄弁会講談社ロマン・ブックス）
- 松本清張短編全集 4（1964年2月25日、光文社カッパ・ノベルス、2008年12月20日、光文社文庫）
- 遠くからの声（1976年10月15日、講談社文庫）
- 日本推理作家協会賞受賞作全集 9 顔（1995年5月12日、双葉文庫、ISBN 978-4-575-65808-8）
- 現代ミステリー短編集7 殺意（2007年2月1日、岩崎書店）
- 黒い手帖からのサイン 松本清張傑作選 佐藤優オリジナルセレクション（2009年6月30日、新潮社、2013年3月1日、新潮文庫）

## テレビドラマ

### 1958年版
1958年5月22日、日本テレビ系列の「俳優座アワー」枠にて放映。
キャスト
- 松本克平
- 三戸部スエ

スタッフ
- 制作：日本テレビ

### 1960年版
1960年2月14日、フジテレビ系列の「午後十時劇場」枠（22:00-22:30）にて放映。
キャスト
- 泉京子
- 永井達郎
- 諸角啓二郎

スタッフ
- 制作：フジテレビ

### 1963年版
1963年3月7日と3月8日（22:15-22:45）、NHKの「松本清張シリーズ・黒の組曲」の1作として2回にわたり放映。
キャスト
- 稲田課長：西村晃
- 早川主任：殿山泰司
- 早川房子：三宅邦子
- 稲田君子：荒木道子
- 磯野部長：清水一郎
- 清水係長：野々村潔
- 杉山警部：植村謙二郎
- 重田刑事：田島義文

スタッフ
- 脚色：川崎九越
- 音楽：別宮貞雄
- 演出：安江泰雅
- 制作：NHK

### 2004年版
「松本清張特別企画・殺意」。2004年10月11日、TBS系列の「月曜ミステリー劇場」枠（21:00-22:54）にて放映。女性刑事・琴塚七海を主人公に設定している。
キャスト
- 琴塚七海：高島礼子
- 琴塚純平：中村陽介
- 加賀谷良：賀集利樹
- 磯野孝治郎：伊藤洋三郎
- 柳瀬啓一：半海一晃
- 青木義孝：寺門ジモン
- 久保謙三：小林すすむ
- 稲井建雄：近藤芳正
- 赤羽哲也：小野武彦
- 琴塚豊彦：伊東四朗
- 前川裕子：畑中映里佳
- 磯野千穂：日高里菜
- タケル：熊谷知博
- ：島かおり
- ：浜田晃
- ：金剛地武志

スタッフ
- 脚本：林誠人
- プロデューサー：丹羽多聞アンドリウ
- 演出：難波一弘
- 制作：BS-i、TBS

#### 登場人物の名前について
- 主人公の名前である、琴塚七海は、1999年にTBS系列で放送されたチープラブで鶴田真由演じるヒロインの旧姓と同じ名前である。（脚本は本作と同じ林誠人）。また、赤羽哲也もチープラブに登場したキャラの名前である。（演じたのは内藤剛志）。また、琴塚豊彦もチープラブに登場しており、チープラブでは七海の父親である。（演じたのは、井川比佐志）。また、加賀谷良もチープラブに登場しており、チープラブ劇中では、反町隆史演ずる柳瀬純一の弟分であり、七海とも仲が良い設定であった。（チープラブで演じたのは、吉沢悠）。
- 琴塚純平の純平はチープラブでの七海の息子の名前である（数年後のシーンで登場した息子）。チープラブでは、柳瀬純平であると思われる。

| TBS系列 月曜ミステリー劇場                              | TBS系列 月曜ミステリー劇場           | TBS系列 月曜ミステリー劇場              |
| 前番組                                                  | 番組名                               | 次番組                                  |
| ------------------------------------------------------- | ------------------------------------ | --------------------------------------- |
| 西村京太郎サスペンス32 愛の伝説・釧路湿原 （2004.9.27） | 松本清張特別企画 殺意 （2004.10.11） | 早乙女千春の添乗報告書16 （2004.10.18） |